# Seoul Metro
Seoul Metro est une entreprise qui dépend de la municipalité de Séoul et gère une partie du métro de Séoul.

## Histoire
Seoul Metro est créée en 2017, lors de la fusion de la Seoul Metro Corporation (en), qui assurait la gestion des lignes 1 à 4, et Seoul Metropolitan Rapid Transit Corporation (en), qui assurait la gestion des lignes 5 à 8